# Kanton Le Mas-d'Agenais
Le Mas-d'Agenais is een voormalig kanton van het Franse departement Lot-et-Garonne. Het kanton maakte deel uit van het arrondissement Marmande. Het werd opgeheven bij decreet van 26 februari 2014, met uitwerking op 22 maart 2015.

## Gemeenten
Het kanton Le Mas-d'Agenais omvatte de volgende gemeenten:
- Calonges
- Caumont-sur-Garonne
- Fourques-sur-Garonne
- Lagruère
- Le Mas-d'Agenais (hoofdplaats)
- Sainte-Marthe
- Samazan
- Sénestis
- Villeton